# Bayerischer Sängerbund

Logo

Der Bayerische Sängerbund (BSB) mit Sitz in Wolfratshausen ist einer von vier großen Chorverbänden in Bayern. Er umfasst im Wesentlichen Altbayern – die Regierungsbezirke Niederbayern, Oberbayern sowie die südliche Oberpfalz. Rund 20.000 Sänger sind in über 600 Mitglied-Ensembles aktiv.

## Ziele
Der BSB fördert die musikalische Aus- und Weiterbildung in seinen Mitgliedschören und vertritt deren Interessen in Politik, Wirtschaft und Kultur.

## Präsidium
Der Bayerische Sängerbund wird von einem Präsidium geführt, bestehend aus dem Präsidenten, bis zu drei Vizepräsidenten, Schatzmeister, Pressereferent, Jugendreferent sowie dem Vorsitzenden des Musikausschusses.

Präsident ist aktuell Alexander Seebacher.

## Musikausschuss
Der Musikausschuss des BSB hat als Aufgaben die Beratung des Bundesvorstandes bei der musikalischen Gestaltung der Verbandes, die Mitwirkung bei der Chorleiterausbildung, den Chorleiterschulungen und musikalischen Veranstaltungen, die Unterstützung der Mitgliedsvereine bei deren musikalischer Arbeit, die Programmgestaltung bei musikalischen Veranstaltungen des Bayerischen Sängerbundes und die musikalische Erziehung in den angeschlossenen Kinder- und Jugendchören.

Musikausschussvorsitzender ist derzeit Max Frey.